# Monsieur Hulot

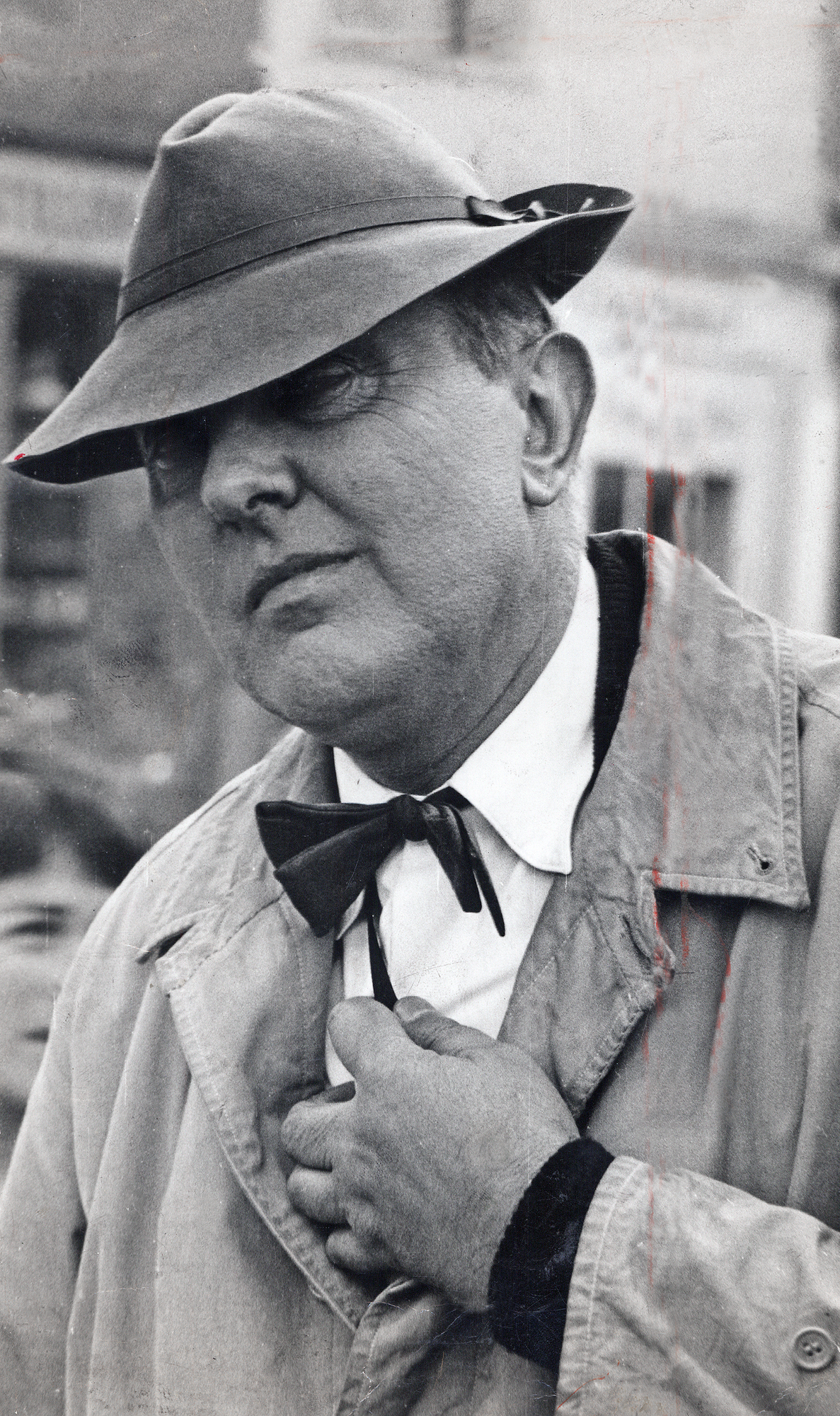
Monsieur Hulot.

Monsieur Hulot (magyarul Hulot úr, ejtsd: Ülo úr) a francia Jacques Tati által megformált kétbalkezes figura. Első megjelenése az 1953-as Hulot úr nyaralban (franciául: Les Vacances de M. Hulot) volt, majd követte az 1959-ben készült Nagybácsim (Mon Oncle), az 1967-ben bemutatott Playtime és az 1971-ben elkészült Hulot úr közlekedik (Trafic) című film. Hulot karaktere az 1970-ben készült François Truffaut által rendezett Családi fészek című filmben is megjelenik (a karaktert nem Jacques Tati játszotta). Egy animációs sorozatban is felbukkan Hulot úr, melyet 2010-ben mutattak be, A mágus (The Illusionist) címmel. Sylvain Chomet rendezésében.
Rowan Atkinson, brit színész saját bevallása szerint erről a figuráról mintázta a későbbi komikus figuráját, aminek a neve Mr. Bean lett.

## Fordítás
- Ez a szócikk részben vagy egészben  a   Monsieur Hulot című angol Wikipédia-szócikk fordításán alapul.  Az eredeti cikk szerkesztőit annak laptörténete sorolja fel. Ez a jelzés csupán a megfogalmazás eredetét és a szerzői jogokat jelzi, nem szolgál a cikkben szereplő információk forrásmegjelöléseként.